# Greg Hawgood
Gregory William Hawgood  (* 10. srpna 1968, Edmonton, Kanada) je bývalý kanadský hokejový obránce.
Draftován byl v roce 1987 týmem Boston Bruins v desátém kole. V NHL hrál celkem za osm týmů a odehrál celkem 474 zápasů v základní části a 55 v play-off. V základní části vstřelil 60 gólů a zaznamenal 164 asistencí. V play-off 2 góly a 11 asistencí.
Kanadu reprezentoval na MS juniorů 1987 a 1988, v roce 1988 získal zlatou medaili.

## Individuální ceny
- Bill Hunter Memorial Trophy (1987–88)
- CHL Defenceman of the Year (1987–88)
- Eddie Shore Award (1991–92)
- Governor's Trophy (1995–96)
- Larry D. Gordon Trophy (1998–99)